# Colegio Notarial (Albacete)
El Colegio Notarial es un edificio modernista del primer cuarto del siglo XX situado en la ciudad española de Albacete.

## Historia
El edificio fue construido en 1925, en la calle Marqués de Molins de la capital albaceteña, en pleno Centro de la ciudad, proyectado por los arquitectos Julio Carrilero y Manuel Muñoz. 
Desde su construcción albergó la sede del Colegio Notarial de Albacete al que debe su nombre, que comprendía los territorios de las provincias de Albacete, Ciudad Real y Cuenca y de la Región de Murcia, hasta que en 2008 pasó a albergar el nuevo Colegio Notarial de Castilla-La Mancha.

## Características
El edificio, de estilo modernista, finge un arco del triunfo presidido en su parte superior por la emblemática estatua de la Fe, que representa la fe pública. 
En la actualidad alberga la sede del Colegio Notarial de Castilla-La Mancha. El emblemático edificio cuenta, entre otras dependencias, con despachos, oficinas, biblioteca o salón de actos.